# Бёрли, Майкл
Майкл Бёрли (англ. Michael Burleigh; род. 5 апреля 1955) — британский писатель и историк.

## Биография
В 1977 году Майкл Бёрли защитил диплом с отличием по истории Средних веков и Нового времени в Университетском колледже Лондона. В 1982 году получил степень доктора философии по истории Средних веков. Работал в Нью Колледж, Лондонской школе экономики и политических наук, в Университете Кардифа, где был Заслуженным профессором по истории Нового времени. Также был профессором истории в Университете Вашингтона и Ли и приглашенным профессором истории в Стэнфордском университете. Прочитал три мемориальные лекции памяти кардинала Бэйзила Хьюма в Колледже Хейтроп Лондонского университета. Он является членом научно-консультативного совета Института современной истории в Мюнхене и научным сотрудником Королевского исторического общества. Он основал журнал Totalitarian Movements and Political Religions и является членом редакционных коллегий Totalitarismus und Demokratie и Ethnic and Racial Studies.
Он женат с 1991 года на Линден Бёрли и они живут в юго-восточном Лондоне.

## Список произведений
- Small Wars, Faraway Places: the Genesis of the Modern World 1945–65. — New York: Viking Press, 2013. — 587 p. — ISBN 978-0-67-002545-9.
- Moral Combat: A History of World War II. — London: HarperPress, 2010. — 650 p. — ISBN 978-0-00-719576-3.
- Blood and Rage: A Cultural History of Terrorism. — London: HarperPress, 2008. — 545 p. — ISBN 978-0-00-724127-9.
- Sacred Causes: Religion and Politics from the European Dictators to Al Qaeda. — London: HarperPress, 2006. — 557 p. — ISBN 978-0-00-719574-9.
- Earthly Powers: Religion and Politics in Europe from the French Revolution to the Great War. — New York: HarperCollins, 2005. — 529 p. — ISBN 0-060-58093-3.
- The Third Reich : a new history. — New York: Hill & Wang[англ.], 2000. — 965 p. — ISBN 0-809-09325-1.
- Ethics and Extermination: Reflections on Nazi Genocide. — Cambridge: Cambridge University Press, 1997. — 261 p. — ISBN 0-521-58211-3.
- Confronting the Nazi Past : new debates on modern German history. — London: Collins & Brown, 1995. — 198 p. — ISBN 1-855-85183-0.
- Death and Deliverance: Euthanasia in Germany 1900–1945. — Cambridge: Cambridge University Press, 1994. — 382 p. — ISBN 0-521-41613-2.
- The Racial State: Germany 1933–1945. — Cambridge: Cambridge University Press, 1991. — 386 p. — ISBN 0-521-39114-8.
- Germany Turns Eastwards: A Study of Ostforschung in the Third Reich. — Cambridge: Cambridge University Press, 1988. — 351 p. — ISBN 0-521-35120-0.
- Prussian Society and the German Order : an aristocratic corporation in crisis c. 1410-1466. — Cambridge: Cambridge University Press, 1984. — 207 p. — ISBN 0-521-26104-X.